# Туркменистан на Светском првенству у атлетици на отвореном 2015.
Туркменистан  је учествовао на Светском првенству у атлетици на отвореном 2015. одржаном у Пекингу од 12. до 30. августа једанаести пут. Репрезентацију Туркменистана представљала је једна такмичарка која се такмичила у трци на 100 метара.
На овом првенству Туркменистан није освојио ниједну медаљу, нити је било неких рекорда.

## Резултати

### Жене
| Атлетичарка        | Дисциплина | Лични рекорд | Квалификације | Квалификације | Полуфинале            | Полуфинале            | Финале                | Финале      | Детаљи |
| Атлетичарка        | Дисциплина | Лични рекорд | Резултат      | Место         | Резултат              | Место                 | Резултат              | Место       | Детаљи |
| ------------------ | ---------- | ------------ | ------------- | ------------- | --------------------- | --------------------- | --------------------- | ----------- | ------ |
| Валентина Мередова | 100 м      | 11,56 НР     | 12,25         | 7 у гр. 1     | Није се квалификовала | Није се квалификовала | Није се квалификовала | 47 /52 (54) |        |